# Long Hậu, Lai Vung
Long Hậu là một xã thuộc huyện Lai Vung, tỉnh Đồng Tháp, Việt Nam.

## Địa lý
Xã Long Hậu nằm ở phía tây bắc huyện Lai Vung, có vị trí đia lý:
- Phía đông giáp thị trấn Lai Vung
- Phía tây giáp xã Tân Thành
- Phía nam giáp xã Tân Phước
- Phía bắc giáp xã Vĩnh Thới
- Phía tây nam giáp huyện Lấp Vò.

Xã có diện tích 24,5 km², dân số năm 2009 là 21.160 người, mật độ dân số đạt 864 người/km².

## Lịch sử
Ngày 5 tháng 1 năm 1981, Hội đồng Chính phủ ban hành Quyết định số 4-CP, đổi tên huyện Lấp Vò thành huyện Thạnh Hưng, xã Long Hậu thuộc huyện Thạnh Hưng.
Theo Quyết định 77-HĐBT ngày 27 tháng 6 năm 1989, xã Long Hậu thuộc huyện Lai Vung.

## Xã hội

### Giáo dục
Một số cơ sở giáo dục trên địa bàn xã Long Hậu:
- Trường THPT Lai Vung 1 (ĐT851, ấp Long Thuận)
- Trung tâm dạy nghề - Giáo dục thường xuyên huyện Lai Vung đang dùng chung cơ sở 2 với THPT Lai Vung 1 ở cổng phụ).

### Y tế
Trên địa bàn xã có Trạm y tế xã Long Hậu tại số 279A - ĐT852 ấp Long Thuận.

## Giao thông
Trên địa bàn xã Long Hậu có Quốc lộ 80, Tỉnh lộ 851 và Tỉnh lộ 852 chạy qua.